# Kitzler Verlag
Die Kitzler Verlag GmbH ist ein in Österreich gegründeter juristischer Fachverlag für Zoll- und Außenwirtschaft, Transport und Gefahrgut, dessen Kerntätigkeit bei Fachliteratur, Formularen, Etiketten und der Weiterbildung liegt. Der Firmensitz befindet sich seit der Unternehmensgründung 1923 durchgehend in Wien, in der Uraniastraße 4, im 1. Bezirk Innere Stadt.

## Geschichte

### 1923–1985

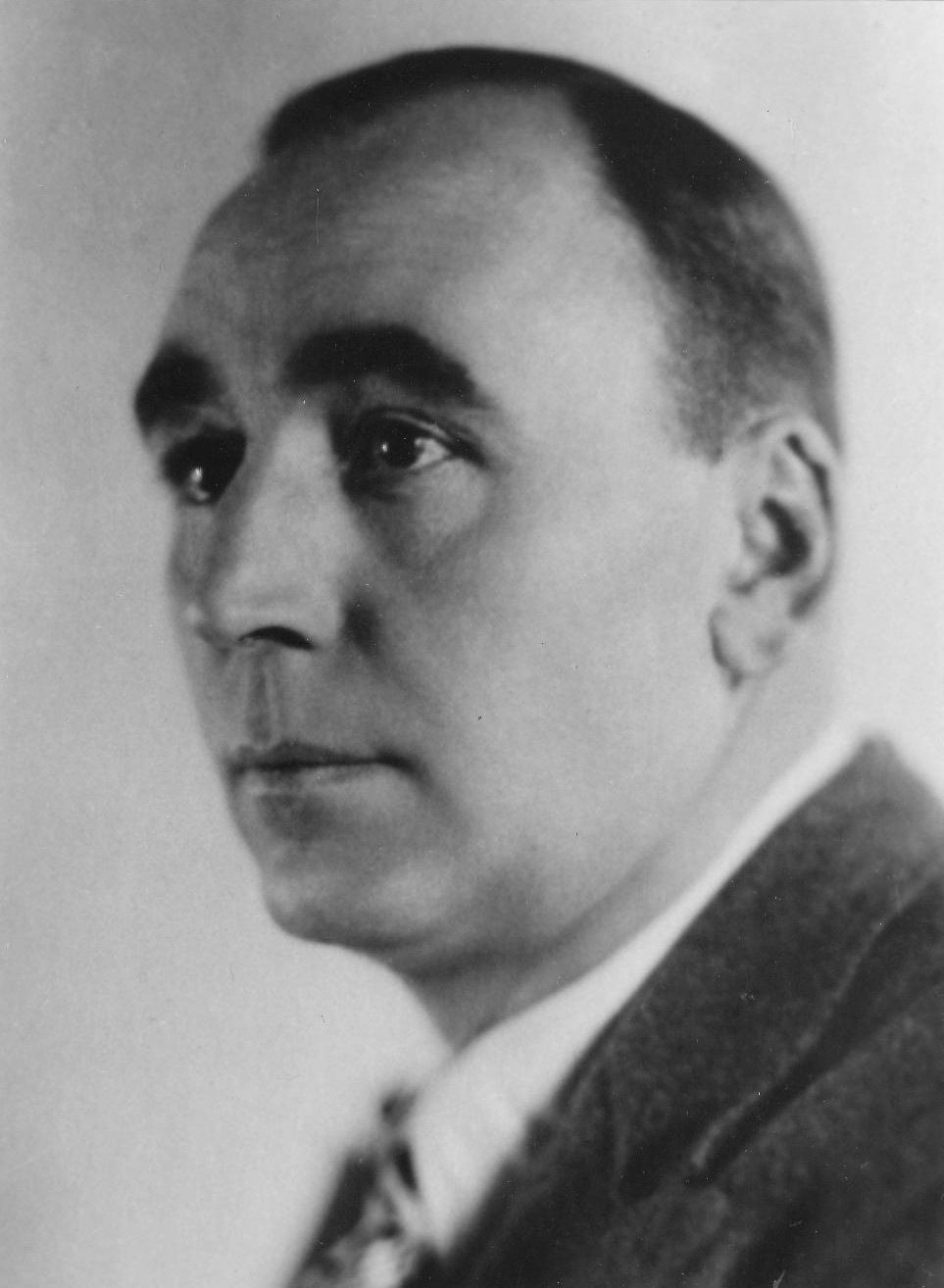
Johann Andreas Kitzler, Gründer des Verlags J.A. Kitzler

1923 gründete Johann Andreas Kitzler, geboren am 28. September 1894, zusammen mit seiner Gattin Philomena Kitzler den Verlag J.A. Kitzler. Der Verlag druckte und vertrieb Zollformulare und Zolldokumente, es fand bereits damals eine enge Zusammenarbeit mit dem Hauptzollamt statt, welches sich ehemals in der Vorderen Zollamtsstraße, im 3. Bezirk Landstraße befand.
Der Verlag J.A. Kitzler unterstützte das Wiener Hauptzollamt, indem er diesem die Aufgabe des Druckes und Vertriebes von Formularen abnahm.
Von Anbeginn an wurden Abonnements des „Österreichischen Zolltarifs“ (sowie begleitend erscheinende Erläuterungen und Erklärungen) vom Verlag J.A. Kitzler verwaltet und vertrieben. Hersteller des Zolltarifs ist bis heute die Österreichische Staatsdruckerei, Johann A. Kitzler war der erste Vertreiber dieses Druckwerkes. Noch heute wird der „Österreichische Gebrauchszolltarif“ vom Kitzler Verlag (zusammen mit dem Verlag Österreich) verwaltet.
1962 übernahm Philomena Kitzler nach dem Tod ihres Ehemanns die Führung des Verlages. Neun Jahre später erwarb Rechtsanwalt Walter Faulhaber einen 10%-Anteil am Verlag J.A. Kitzler. Er und der damalige Geschäftsführer Helmut Pohl sicherten damit den Fortbestand des Verlages. Von 1975 bis 2003 unterhielt der Verlag J.A. Kitzler eine Außenstelle in der Schnirchgasse, im 3. Bezirk Landstraße. Dort wurden, im Gebäude des damalig neu errichteten Zollamtes, Stempelmarken und Formulare verkauft. 1985 verstarb Philomena Kitzler. Aranka Bandelow, die Nichte des bereits verstorbenen Johann A. Kitzler, übernahm somit den 90%-Anteil des Verlags J.A. Kitzler.

### 1986 – 2017
Einige Jahre später verstarb Walter Faulhaber plötzlich und unerwartet. Seine Tochter Christine Stein trat in den Verlag ein und übernahm den 10%-Anteil ihres Vaters. Kurz darauf trat der damalige Geschäftsführer Helmut Pohl in den Ruhestand. Franz Hauser wurde sein Nachfolger.
1995 führte der Beitritt zur EU zu wesentlichen Geschäftsveränderungen und verminderte die Ertragskraft des Verlages. Das Fachbuchsortiment wurde daraufhin ausgebaut, der neu erlassene Zollkodex der Union der EU unter der Herausgeberschaft von Ernst Meinl erschien im Verlag. In den 90er Jahren wurden erste Bildungsangebote in Form von Seminaren abgehalten.
2002 erwarb Christine Stein den 90%-Anteil von Aranka Bandelow und wurde somit zur alleinigen Eigentümerin. Die Verlag J. A. Kitzler GmbH & Co KG wurde zur Verlag Kitzler GmbH. Walter Löffler wurde zum Nachfolger von Geschäftsführer Franz Hauser. Die erste Veranstaltung des „Österreichischen Zolltages“ fand kurze Zeit später statt. Vier Jahre später erfolgte durch den Geschäftsführer Walter Löffler ein Unternehmenskauf in einem „friendly management buy-out“. Er übernahm die Mehrheit der Firmenanteile von Christine Stein und wurde geschäftsführender Gesellschafter.
2007 übernahm der Verlag Kitzler Administration, Kunden- und Lagerverwaltung des 2003 von Elisabeth Löffler-Tüchler gegründeten Finanzverlages. 

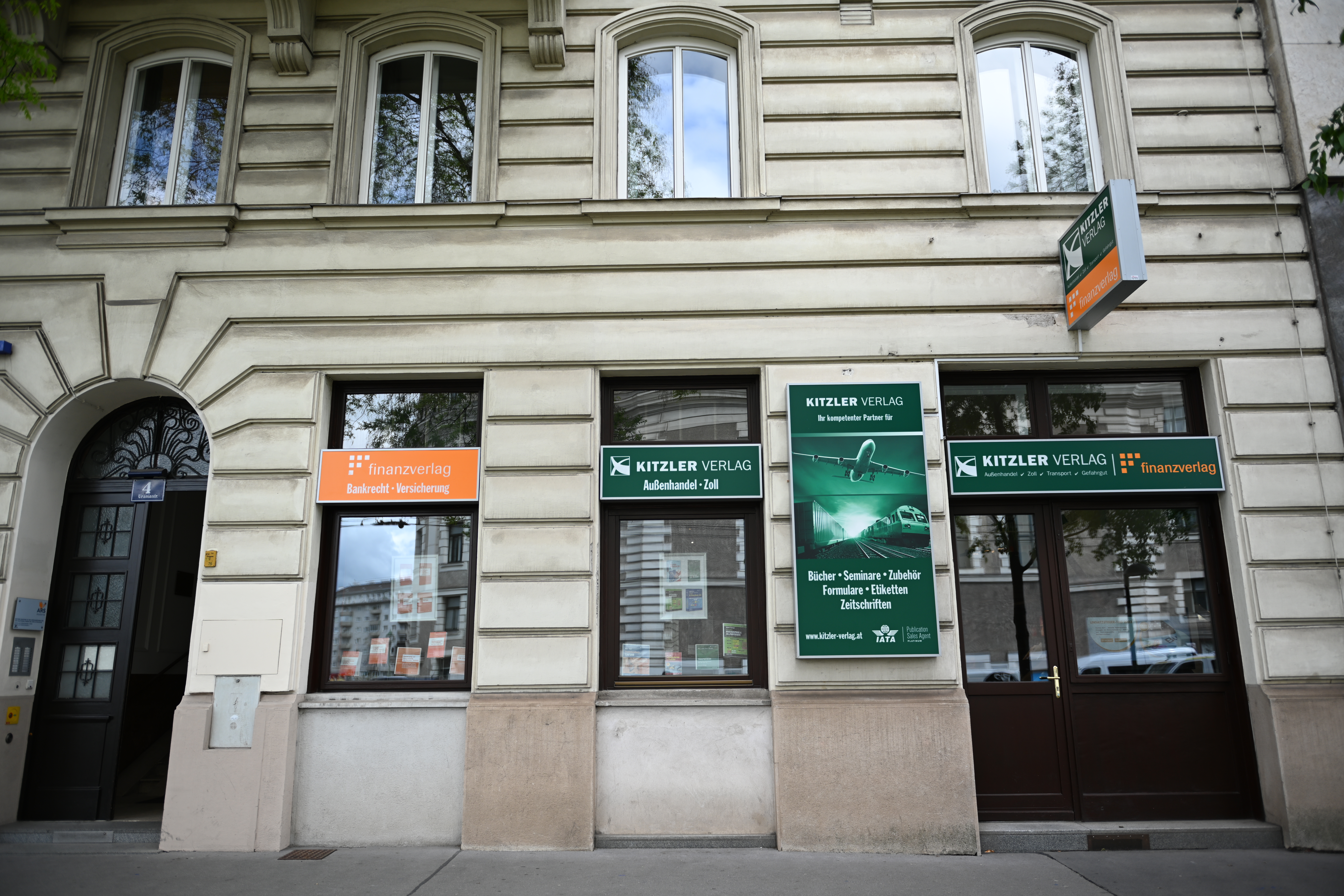
Außenansicht Kitzler Verlag GmbH, 2023

2014 nahm die Verlag Kitzler GmbH das erste Mal als Aussteller bei der Frankfurter Buchmesse teil. Seitdem war der Verlag regelmäßig, bei der Messe an dem Gemeinschaftsstand des Hauptverband des österreichischen Buchhandels, als Aussteller tätig.
Im Jahr 2017 übernahm Walter Löffler die restlichen Firmenanteile von Christine Stein und wurde alleiniger Gesellschafter, zwei Jahre später erfolgte die Umbenennung von „Verlag Kitzler GmbH“ in „Kitzler Verlag GmbH“.

### 2018 – jetzt
Weitere zwei Jahre später erwarb die Kitzler Verlag GmbH den Finanzverlag. Der Finanzverlag wurde zum eigenen Profitcenter und zu einer eigenen registrierten Marke.
Seit 2020 ist der Kitzler Verlag zertifiziert nach ISO 9001 und ISO 21001.
2023 feierte der Verlag sein 100-jähriges Bestehen.

## Publikationen
Die Kitzler Verlag GmbH verlegt ein Sortiment an Fachliteratur in den Bereichen Zoll & Außenhandel, Transport & Gefahrgut. „Praxiskommentar – Der Unionszollkodex“ wendet sich an ein breites Fachpublikum und wird neben anderen Werken auch in der RDB (Rechtsdatenbank) elektronisch angeboten.